# RAN Championship
RAN Championship – oficjalny międzynarodowy turniej rugby union o zasięgu kontynentalnym, organizowany przez Rugby Americas North nieregularnie od 2005 roku, a corocznie od roku 2011, mający na celu wyłonienie najlepszej męskiej reprezentacji narodowej w strefie RAN. W imprezie mogą brać udział wyłącznie reprezentacje państw, których krajowe związki rugby są oficjalnymi członkami RAN.
Zawody planowane na sierpień 2007 roku nie odbyły się z powodu nadciągającego huraganu Dean.

## Zwycięzcy
| 2005 | Barbados          |   |      |                   |  |
| 2007 | –                 | - | 2008 | Trynidad i Tobago |  |
| 2011 | Bermudy           |   |      |                   |  |
| 2012 | Bermudy           |   |      |                   |  |
| 2013 | USA South         |   |      |                   |  |
| 2014 | Gujana            |   |      |                   |  |
| 2015 | Trynidad i Tobago |   |      |                   |  |
| 2016 | Meksyk            |   |      |                   |  |
| 2017 | USA South         |   |      |                   |  |
| 2018 | USA South         |   |      |                   |  |
| 2019 | Bermudy           |   |      |                   |  |